# Thyasira waikanae
Thyasira waikanae is een tweekleppigensoort uit de familie van de Thyasiridae. De wetenschappelijke naam van de soort is voor het eerst geldig gepubliceerd in 1950 door Fleming.